# Vela ai VI Giochi del Mediterraneo
Le competizioni relative alla vela ai VI Giochi del Mediterraneo si sono svolte a Smirne.
Per questo sport sono state organizzate le seguenti prove, le quali hanno interessato esclusivamente gli uomini:
- Flying Dutchman
- Dragon
- Finn

per un totale di 3 medaglie d'oro messe in palio.

## Podi

### Uomini
| Evento          | Oro                                                           | Perform. | Argento                                                               | Perform. | Bronzo                                          | Perform. |
| Finn            | Fabris Minski                                                 | 14.7     | Mauro Pelaschier                                                      | 26.7     | Ilias Hadzipavlis                               | 28.4     |
| Flying Dutchman | Italia Carlo Massone Fabio Risso                              | 8.0      | Italia Carlo Croce Roberto Bianchi                                    | 20.4     | Grecia Christos Bonas Antoine Bonas             | 22.0     |
| Dragon          | Grecia Ioannis Giapalakis Panagiotis Michail Ioannis Kioussis | 0.0      | Grecia Anastasios Vatistas Michel Panagopoulos Ioannis Cristakopoulos | 15.0     | Turchia Mercezi Bilhan Erme Halim Akdurak Metin | 30.4     |

## Medagliere
| Posizione | Paese   |   |   |   | Totale |
| --------- | ------- | - | - | - | ------ |
| 1         | Grecia  | 2 | 1 | 2 | 5      |
| 2         | Italia  | 1 | 2 | 0 | 3      |
| 3         | Turchia | 0 | 0 | 1 | 1      |
| Totale    | Totale  | 3 | 3 | 3 | 9      |